# Чемпионат Исландии по волейболу среди мужчин
Чемпионат Исландии по волейболу среди мужчин — ежегодное соревнование мужских волейбольных команд Исландии. Проводится с 1970 года.
Соревнования проходят в трёх дивизионах — высшем, 1-м и 2-м. Организатором чемпионатов является Волейбольный союз Исландии.

## Формула соревнований (высший дивизион)
Чемпионат 2024/25 в высшем дивизионе проходил в два этапа — предварительный и плей-офф. На предварительной стадии команды играли в 3 круга. 4 лучшие вышли в плей-офф и по системе с выбыванием определили финалистов, которые разыграли первенство. Серии матчей плей-офф проводились до двух (полуфинал) и до трёх (финал) побед одного из соперников.
В чемпионате 2024/25 в высшем дивизионе участвовало 8 команд: КА (Акюрейри), «Троттюр» (Рейкьявик), «Хамар» (Хверагерди), «Афтюрельдинг» (Мосфедльсбайр), «Вестри» (Исафьордюр), ХК (Коупавогюр), «Вёльсунгюр» (Хусавик), «Троттюр» (Нескёйпстадюр). Чемпионский титул выиграла команда КА, победившая в финальной серии «Троттюр» (Рейкьявик) 3-0 (3:0, 3:2, 3:1). 3-е место занял «Хамар».

## Чемпионы
| - 1970 ИС Рейкьявик - 1971 ИС Рейкьявик - 1972 ИМА Рейкьявик - 1973 УМФ «Хвёт» Сельфосс - 1974 УМФ «Бискюпстунга» Сельфосс - 1975 ИС Рейкьявик - 1976 ИС Рейкьявик - 1977 «Дроттюр» Рейкьявик - 1978 ИС Рейкьявик - 1979 УМФ «Лаугдайл» Сельфосс - 1980 УМФ «Лаугдайл» Сельфосс - 1981 «Троттюр» Рейкьявик - 1982 «Троттюр» Рейкьявик - 1983 «Троттюр» Рейкьявик - 1984 «Троттюр» Рейкьявик - 1985 «Троттюр» Рейкьявик - 1986 «Троттюр» Рейкьявик - 1987 «Троттюр» Рейкьявик - 1988 ИС Рейкьявик - 1989 КА Акюрейри - 1990 «Троттюр» Рейкьявик - 1991 КА Акюрейри - 1992 ИС Рейкьявик - 1993 ХК Коупавогюр - 1994 ХК Коупавогюр - 1995 ХК Коупавогюр - 1996 «Троттюр» Рейкьявик - 1997 «Троттюр» Рейкьявик | - 1998 «Троттюр» Рейкьявик - 1999 «Троттюр» Рейкьявик - 2000 ИС Рейкьявик - 2001 ИС Рейкьявик - 2002 ИС Рейкьявик - 2003 «Стьярнан» Гардабайр - 2004 «Стьярнан» Гардабайр - 2005 ХК Коупавогюр - 2006 «Стьярнан» Гардабайр - 2007 «Стьярнан» Гардабайр - 2008 «Стьярнан» Гардабайр - 2009 «Троттюр» Рейкьявик - 2010 КА Акюрейри - 2011 КА Акюрейри - 2012 ХК Коупавогюр - 2013 ХК Коупавогюр - 2014 ХК Коупавогюр - 2015 ХК Коупавогюр - 2016 ХК Коупавогюр - 2017 ХК Коупавогюр - 2018 КА Акюрейри - 2019 КА Акюрейри - 2020 чемпионат не завершён, итоги не подведены - 2021 «Хамар» Хверагерди - 2022 «Хамар» Хверагерди - 2023 КА Акюрейри - 2024 «Хамар» Хверагерди - 2025 КА Акюрейри |